# William Wasbrough Foster

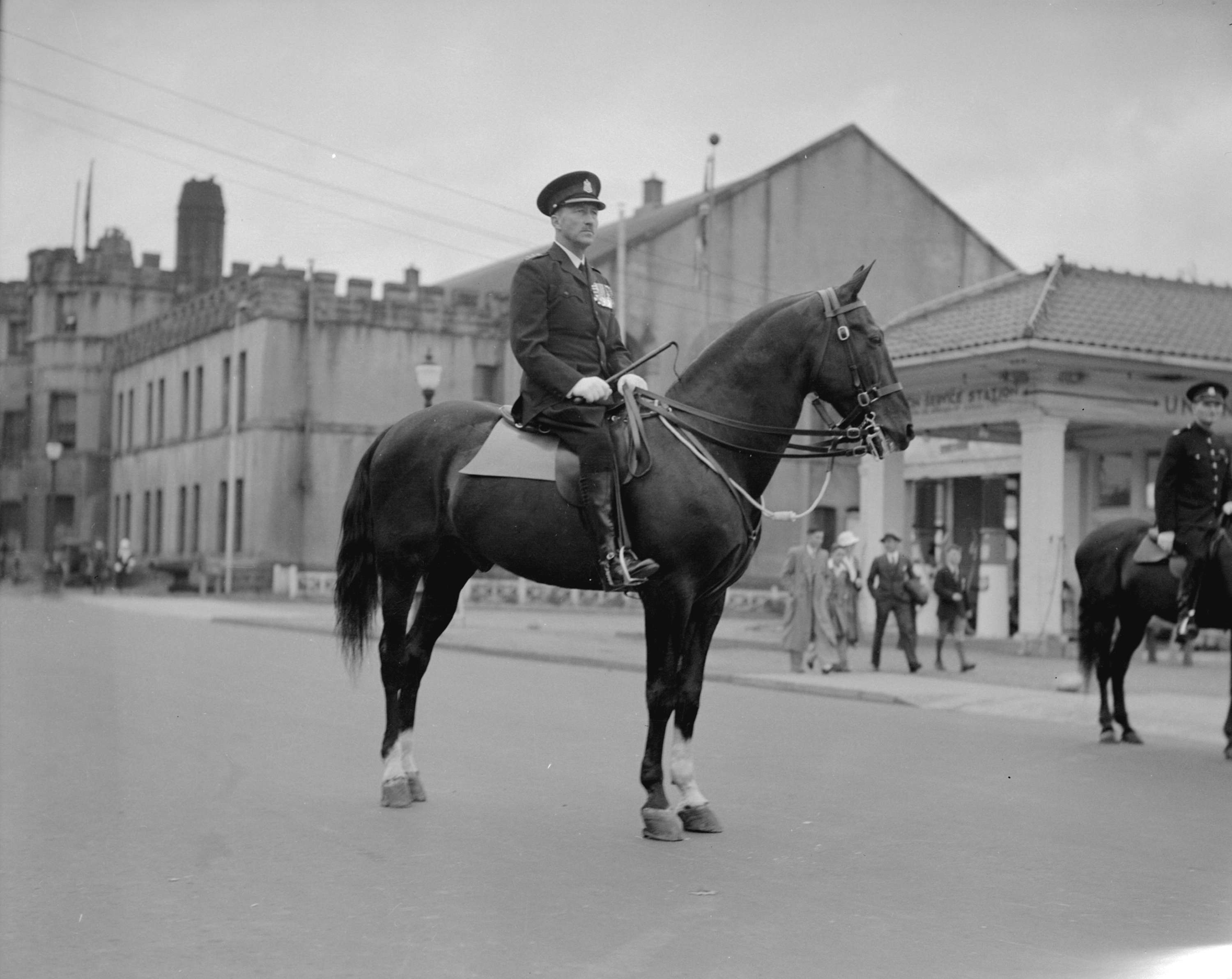
William Wasbrough Foster als Chief Constable der Stadt Vancouver (1. Juli 1935)

William „Billy“ Wasbrough Foster DSO CMG (* 1. Oktober 1875 in Bristol; † 2. Dezember 1954 in Vancouver) war ein Politiker, Militär und Polizist britischer Herkunft in British Columbia. Darüber hinaus machte er sich als Bergsteiger einen Namen. Er zählt zu den Erstbesteigern von Kanadas höchstem Berg, dem Mount Logan, und der 2135 Meter hohe Mount Colonel Foster wurde nach ihm benannt.

## Leben
William Wasbrough Foster wurde 1875 in Bristol geboren. Von 1887 bis 1889 besuchte er das Wycliffe College in Stroud, Gloucestershire. 1892 emigrierte er 17-jährig nach Kanada. Dort arbeitete er als Techniker und Aufseher für die Canadian Pacific Railway in Revelstoke. 1910 wurde er Deputy Minister of Public Works der Provinz British Columbia, 1913 gewähltes Mitglied von deren Legislativversammlung. Außerdem wurde er Präsident der British Columbia Conservative Party.
1912 taufte Arthur Oliver Wheeler, der Gründer des Alpine Club of Canada (ACC), bei der vermeintlichen – tatsächlich erreichte erst Mike Walsh 1968 den höchsten Punkt des Berges – Erstbegehung eines 2135 Meter hohen Berges auf Vancouver Island diesen zu Ehren Fosters, der die Finanzmittel für eine Expedition des ACC im Winter 1911/1912 in den neu geschaffenen Strathcona Provincial Park aufgetrieben hatte, auf den Namen Mount Colonel Foster. Foster konnte an der Expedition, die unter der Leitung von Wheelers Sohn Edward Oliver unter anderem zur Erstbesteigung des Elkhorn Mountain führte, nicht selbst teilnehmen.
1913 unternahm Foster gemeinsam mit Konrad Kain und Albert MacCarthy eine Expedition zum Mount Robson. Diese wird als eine von zwei möglichen Erstbesteigungen des Berges angesehen. Sie erreichten am 31. Juli 1913 den Gipfel des mit 3954 Metern höchsten Berges der Kanadischen Rocky Mountains.
Während des Ersten Weltkriegs trat Foster der Canadian Expeditionary Force bei. Er diente unter anderem vier Jahre in Frankreich, nahm dort an der Schlacht an der Somme und der Schlacht bei Arras teil und wurde mehrfach verwundet, davon zweimal schwer. Er wurde zweimal mit dem Distinguished Service Order ausgezeichnet und fünffach Mentioned in Despatches, erhielt das belgische Kriegskreuz und das französische Croix de guerre und soll das Victoria-Kreuz abgelehnt haben. Zuletzt hatte er den Dienstgrad Brigadier inne. Bei seiner Rückkehr nach Kanada wurde er zum Honorary Colonel des 15. Bataillons der Kanadischen Artillerie ernannt. Darüber hinaus wurde er Präsident der Royal Canadian Legion von 1938 bis 1940, der Canadian National Parks Association und von 1920 bis 1924 des ACC.
1925 nahm er erneut an einer Expedition mit Albert MacCarthy teil. Sie führte zum bislang unbestiegenen Mount Logan. Der höchste Berg Kanadas misst 5959 Meter und ist damit auch der zweithöchste seines Kontinents, also einer der Seven Second Summits. Weitere Expeditionsteilnehmer waren Allen Carpé, Howard Frederick Lambart, Norman H. Read und Andrew Taylor. Sie erreichten den Gipfel am 23. Juni 1925.
Am 3. Januar 1935 wurde Foster zum Polizeipräsidenten (Chief Constable) des Vancouver Police Department ernannt. Unter seiner Führung wurde die kommunale Polizei grundlegend umstrukturiert. Die Reformen werden als erfolgreich beschrieben, kriminelle Elemente seien verdrängt worden, sodass es wieder sicher gewesen sei, nachts auf die Straße zu gehen.
Seine Karriere als Polizeipräsident wurde durch den Zweiten Weltkrieg unterbrochen, zu dem er 1939 im Alter von fast 65 Jahren eingezogen wurde. Während seines erneuten Dienstes an der Waffe wurde er bis zum Generalmajor befördert.
Foster starb am 2. Dezember 1954 in Vancouver. Er ließ eine Frau, drei Söhne und zwei Töchter zurück.